# U-666
Unterseeboot 666 foi um submarino alemão do Tipo VIIC, pertencente a Kriegsmarine que atuou durante a Segunda Guerra Mundial.

## Comandantes
| Comandante           | Data                                             |
| -------------------- | ------------------------------------------------ |
| Kptlt. Herbert Engel | 26 de agosto de 1942 - 9 de dezembro de 1943     |
| Oblt. Ernst Wilberg  | 10 de dezembro de 1943 - 10 de fevereiro de 1944 |

## Subordinação
Durante o seu tempo de serviço, esteve subordinado às seguintes flotilhas:
| Período                                        | Flotilha                                  |
| ---------------------------------------------- | ----------------------------------------- |
| 26 de agosto de 1942 - 28 de fevereiro de 1943 | 5. Unterseebootsflottille (treinamento)   |
| 1 de março de 1943 - 10 de fevereiro de 1944   | 6. Unterseebootsflottille (serviço ativo) |

## Operações conjuntas de ataque
O U-666 participou das seguinte operações de ataque combinado durante a sua carreira:
- Rudeltaktik Ostmark (6 de março de 1943 - 11 de março de 1943)
- Rudeltaktik Stürmer (11 de março de 1943 - 20 de março de 1943)
- Rudeltaktik Seewolf (21 de março de 1943 - 30 de março de 1943)
- Rudeltaktik Oder (17 de maio de 1943 - 19 de maio de 1943)
- Rudeltaktik Mosel (19 de maio de 1943 - 24 de maio de 1943)
- Rudeltaktik Trutz (1 de junho de 1943 - 16 de junho de 1943)
- Rudeltaktik Trutz 2 (16 de junho de 1943 - 29 de junho de 1943)
- Rudeltaktik Leuthen (15 de setembro de 1943 - 24 de setembro de 1943)
- Rudeltaktik Rossbach (24 de setembro de 1943 - 6 de outubro de 1943)
- Rudeltaktik Hela (28 de dezembro de 1943 - 1 de janeiro de 1944)
- Rudeltaktik Rügen 6 (5 de janeiro de 1944 - 7 de janeiro de 1944)
- Rudeltaktik Rügen (7 de janeiro de 1944 - 26 de janeiro de 1944)
- Rudeltaktik Stürmer (26 de janeiro de 1944 - 3 de fevereiro de 1944)
- Rudeltaktik Igel 1 (3 de fevereiro de 1944 - 10 de fevereiro de 1944)